# سن-موریس-دو-رمان
سن-موریس-دو-رمان (به فرانسوی: Saint-Maurice-de-Rémens) یک کمون در فرانسه است که در Canton of Ambérieu-en-Bugey واقع شده‌است.

## خصوصیات
سن-موریس-دو-رمان ۱۰٫۴ کیلومترمربع مساحت و ۶۸۳ نفر جمعیت دارد و ۲۳۴ متر بالاتر از سطح دریا واقع شده‌است.